# Serreta de Sant Pere
La Serreta de Sant Pere és una serra situada al municipi de Vilanova de Meià a la comarca del Noguera, amb una elevació màxima de 655 metres.